# HD 172211
HD 172211，又名CP-64 3943，SAO 254353、HR 7004，是一颗恒星，视星等为5.78，位于銀經330.86，銀緯-23.5，其B1900.0坐标为赤經18h 33m 52.3s，赤緯-64° -23.5′ 38″。